# مارتينا أرويو
مارتينا أرويو (بالإنجليزية: Martina Arroyo)‏ هي مغنية ومغنية أوبرا أمريكية، ولدت في 2 فبراير 1936 في نيويورك في الولايات المتحدة.

## وصلات خارجية
- مارتينا أرويو على موقع IMDb (الإنجليزية)
- مارتينا أرويو على موقع ميوزك برينز (الإنجليزية)
- مارتينا أرويو على موقع إن إن دي بي (الإنجليزية)
- مارتينا أرويو على موقع أول ميوزيك (الإنجليزية)
- مارتينا أرويو على موقع ديسكوغز (الإنجليزية)
- مارتينا أرويو على موقع قاعدة بيانات الفيلم (الإنجليزية)